# Domašinec
Domašinec est un village et une municipalité située dans le comitat de Međimurje, en Croatie. Au recensement de 2001, la municipalité comptait 2 459 habitants, dont 95,77 % de Croates et le village seul comptait 1 871 habitants.

## Localités
La municipalité de Domašinec compte 2 localités : Domašinec et Turčišće.